# José Antonio Cotrina
José Antonio Cotrina (Vitòria, Espanya, 8 de juliol de 1972) és un escriptor espanyol.
Ha guanyat diversos premis, entre ells el Premi UPC de novel·la curta de ciència-ficció per Salir de Fase, el premi Alberto Magno, del qual ha estat guanyador en diverses ocasions i el premi Kelvin a la millor novel·la de fantasia juvenil per Las puertas del infinito, escrita al costat de Víctor Conde.